# 4174 Pikulia
4174 Pikulia eller 1982 SB6 är en asteroid i huvudbältet som upptäcktes den 16 september 1982 av den ryska astronomen Ljudmila Tjernych vid Krims astrofysiska observatorium på Krim. Den har fått sitt namn efter den ryske författaren Valentin Pikul.
Asteroiden har en diameter på ungefär 22 kilometer och den tillhör asteroidgruppen Themis.